# Leslie Wormald
Leslie Graham Wormald (Maidenhead, 19 agosto 1890 – Londra, 10 luglio 1965) è stato un canottiere britannico.

## Palmarès

### Olimpiadi
- 1 medaglia:
  - 1 oro (Stoccolma 1912 nell'otto)